# دریای کابل
رود کابل یا دریای کابل (پشتو: کابل سیند؛ سانسکریت: कुभा) رودی است به طول ۷۰۰ کیلومتر که از ناحیۀ  دره‌های سرچشمه واقع در کوه‌های هندوکش شروع می‌شود و در درۀ اونی کوه پغمان از رود هلمند جدا شده، جلگۀ میدان را آبیاری نموده از ولسوالی چهارده، وارد شهر کابل می‌شود. این رود در چهلستون با رود پغمان و در شینه به رود لوگر و پس از آن در جلگۀ سروبی به رود پنجشیر ملحق می‌شود و به جلگۀ جلال‌آباد سرازیر می‌شود.
سرانجام این رودخانه به  رود بزرگ سند می‌ریزد.
رود کابل دارای طول ۷۰۰ کیلومتر بوده که ۴۶۰ کیلومتر آن در داخل خاک افغانستان جریان دارد. این رود اهمیت استراتژیکی و اقتصادی دارد. مزارع جلال‌آباد و لغمان که در زمره زمین‌های حاصلخیز است را آبیاری می‌کند.
در تابستان آب رود کابل کم می‌شود ولی در زمستان دارای آب زیاد می‌باشد. این رود حدود ۲۵ کیلومتر سرحد بین پاکستان و افغانستان را تشکیل می‌دهد. رود کنر در حصه نورستان با رود مستوچ یکجا می‌شود از که یخچالهای کوه چیانتر چترال منشأ می‌گیرد. در حصه جلال‌آباد با رود کابل ملحق می‌شود. دولت پاکستان در ۲۰ کیلومتری شهر پشاور سد را بنام ورسک بالای این رودخانه بنا نموده‌است. در حصه اتک با رود سند یکجا می‌شود.

## نام

### در زبان سانسکریت و اوستایی
کلمه Kubhā که نام باستانی رودخانه است هم واژه‌ای سانسکریت و هم اوستایی است که بعداً این کلمه به کابل تغییر یافت.
ابوریحان بیرونی آن را «رودخانه غُروَند» نیز خوانده‌است. رودخانۀ کابل بعداً نام خود را به منطقه و شهرک کابل داد.

## تاریخچه
دانشمندی بنام روک می‌نویسد که اسکندر کبیر رود کابل را بنام کوفین خوانده‌است. تمام دانشمندان نظر دارند که نام کابل از نام رود کابل گرفته شده‌است. در زبان سانسکریت و اوستا رود کابل را بنام کو یعنی دریا یاد نموده‌است. بسیاری نامهای افغانستان و پاکستان در ریگ‌ودا نوشته‌است؛ و در زبان سانسکریت بعداً تغییر نموده‌است. این رود در طول تاریخ جنبه مذهبی مقدس و اقتصادی داشته‌است.
تقریباً از مارس ۲۰۱۹، ده هزار گالن فاضلاب تصفیه نشده از تصفیه خانه فاضلاب مکروریان هر ماه به رودخانۀ کابل ریخته می‌شود، گزارش شده که ای آبها باعث بروز مشکلات دستگاه گوارش در میان ۳۰۰۰ خانواده ای که در کنار رودخانه زندگی می‌کنند شده‌است.

## آب‌شناسی

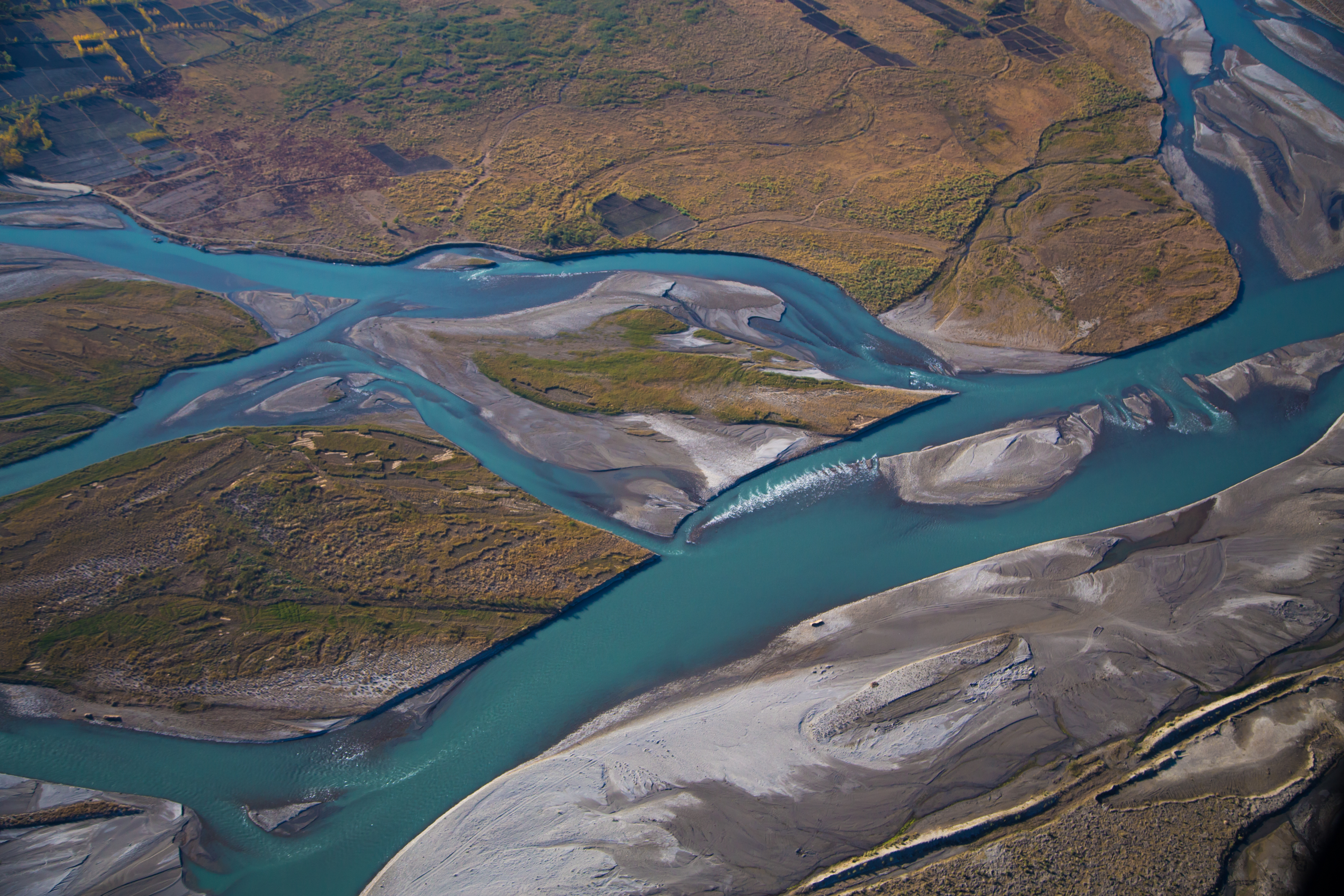
دریای کابل در ولایت ننگرهار

رودخانۀ کابل بیشتر اوقات سال چیزی بیش از یک قطره نیست، اما در تابستان به دلیل ذوب شدن برف‌ها در رشته هندوکش پرآب می‌شود. بزرگ‌ترین معاون آن رودخانه کنر است که از رودخانه مستوج آغاز می‌شود و از یخچال چیانطار در دره بروغیل در چیترال پاکستان سرچشمه می‌گیرد و پس از سرازیر شدن به جنوب افغانستان با رود باشگل که از نورستان سرازیر می‌شود یکجا می‌کند. رود کنر در نزدیکی جلال‌آباد با دریای کابل یکجا می‌کند. علی‌رغم حمل آب کنر نسبت به کابل، این رودخانه پس از این تلاقی عمدتاً به دلیل اهمیت سیاسی و تاریخی این نام به صورت رودخانۀ کابل ادامه دارد.

### بندهای برق اعمار شده بالای دریای کابل
- بند برق سروبی به ظرفیت تولید برق ۲۲۰۰۰ کیلوات در ساعت
- بند برق درونته به ظرفیت تولید برق ۳۲ میگاوات در ساعت
- بند برق ماهیپر به ظرفیت تولید برق ۶۶ میگاوات در ساعت
- بند برق نغلو به ظرفیت تولید برق ۲۵ میگاوات در ساعت
- بند برق ورسک در دره پشاور پاکستان.

## نگارخانه

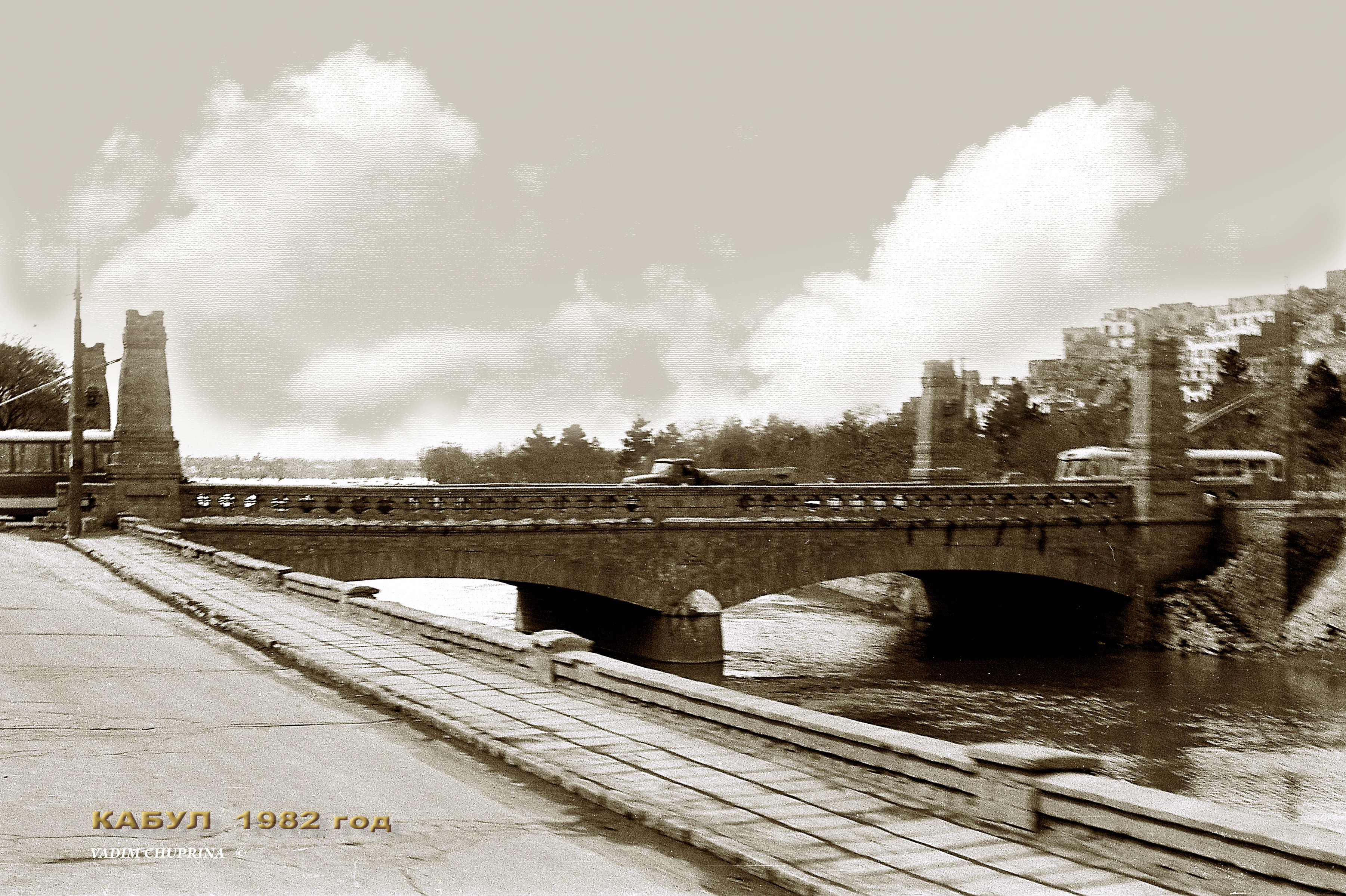
رودخانۀ کابل در شهر کابل،  ۱۹۸۲
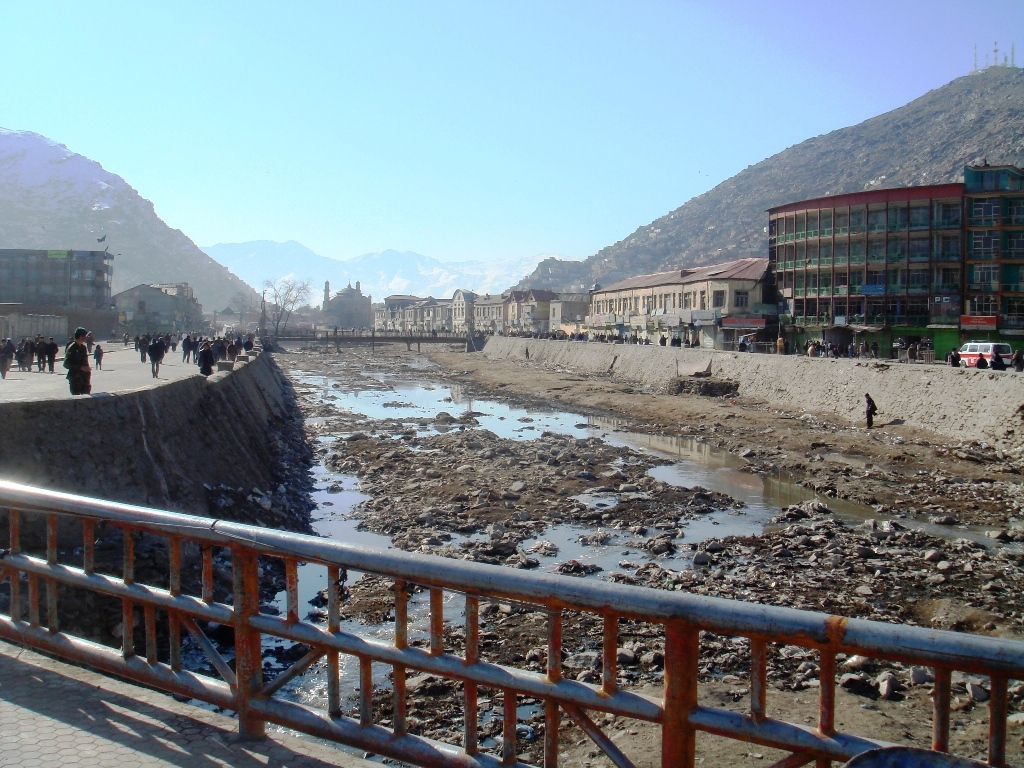
رودخانۀ کابل در شهر کابل ۲۰۰۹, حالا بیشتر خشک می‌باشد
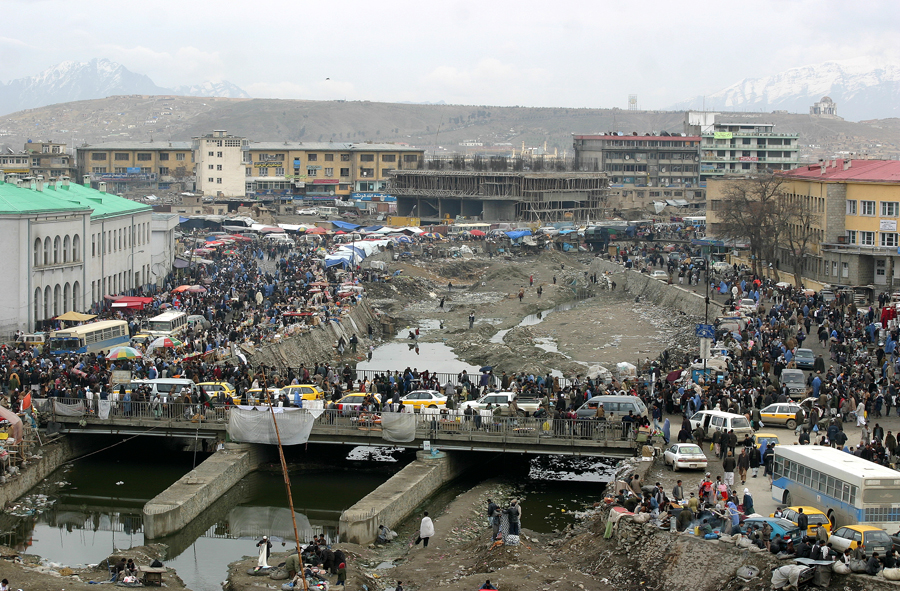
بستر خشک دریای کابل در شهر کابل
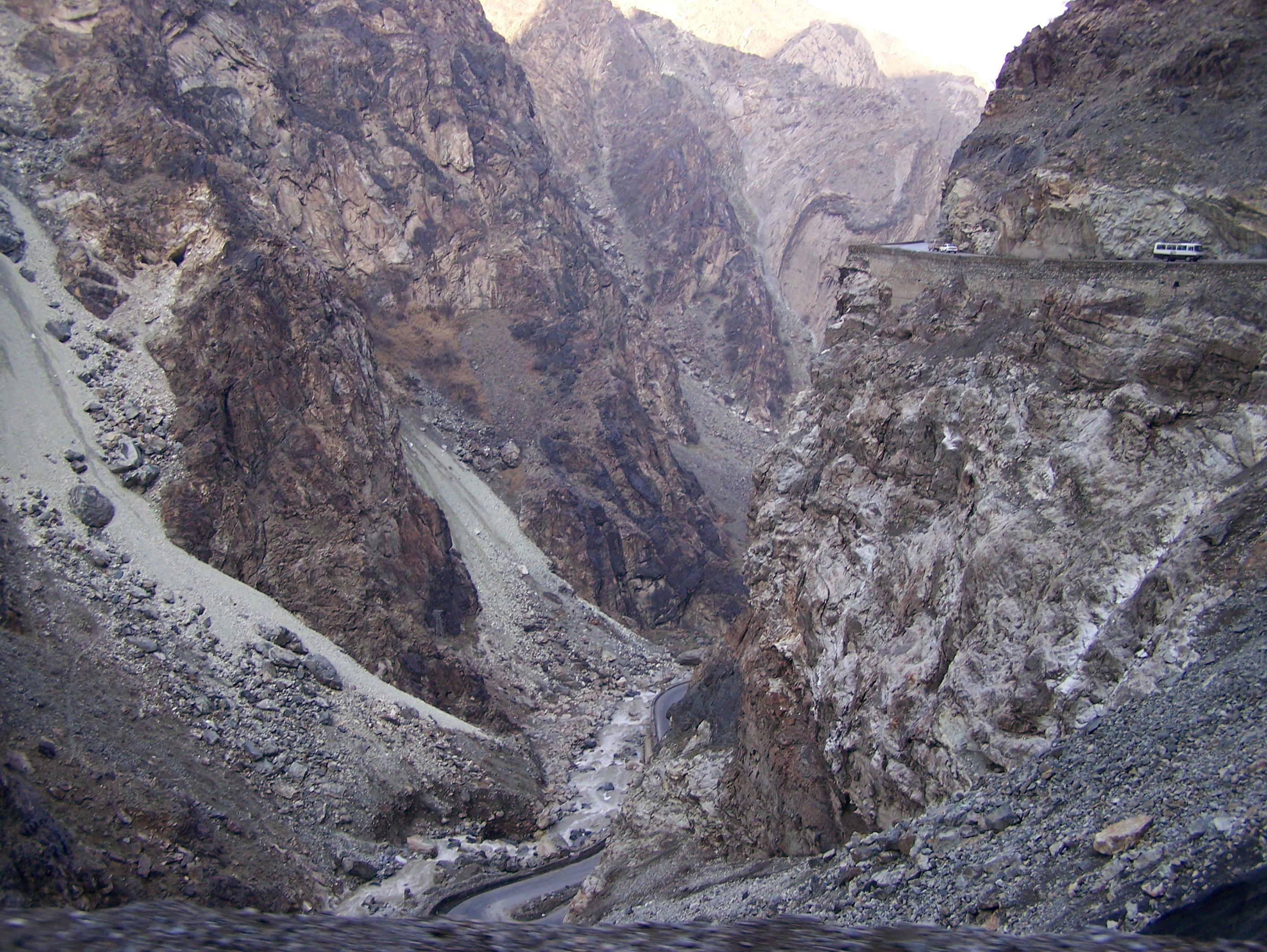
دریای کابل در جلال آباد
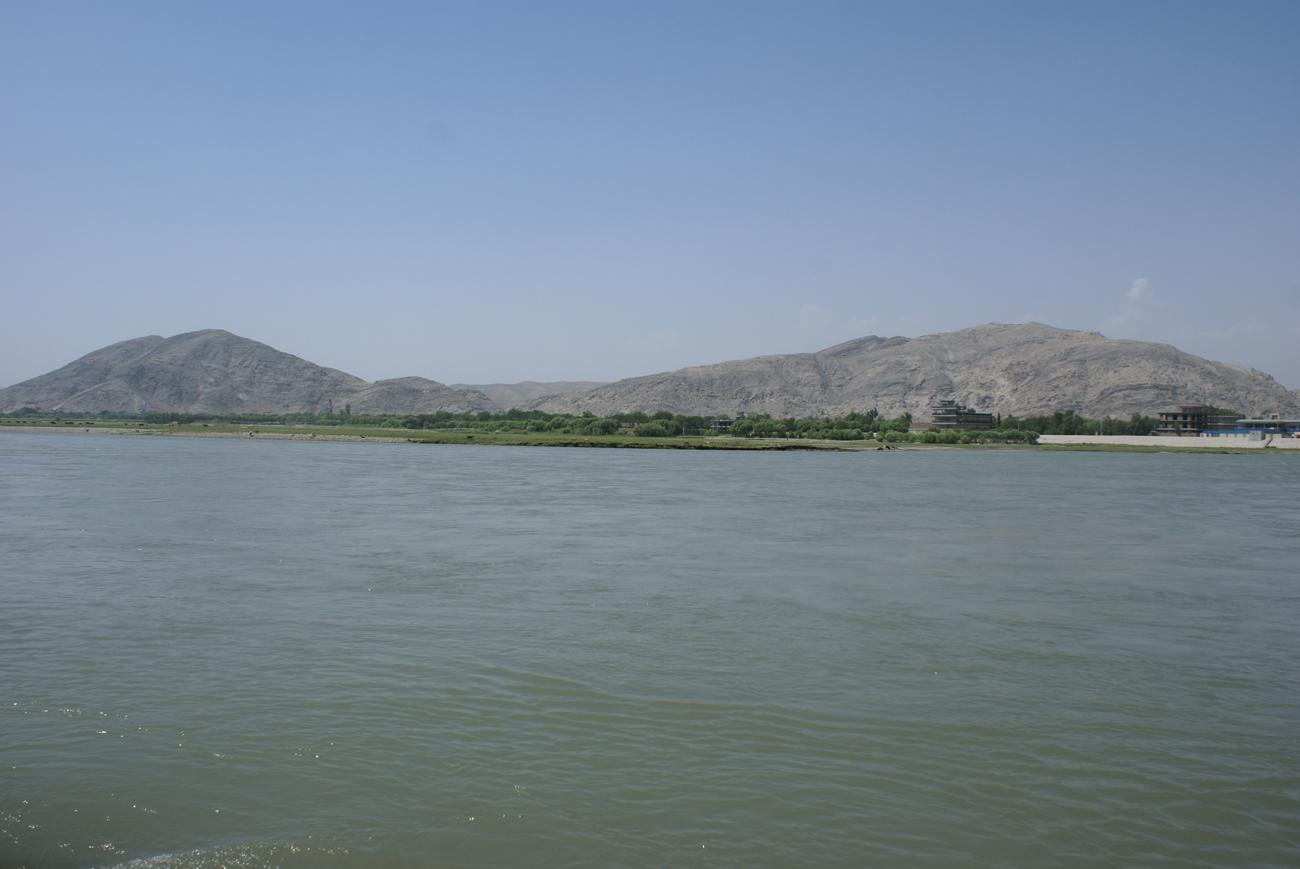
دریای کابل در منطقه پل بهسود،  ۲۰۰۹
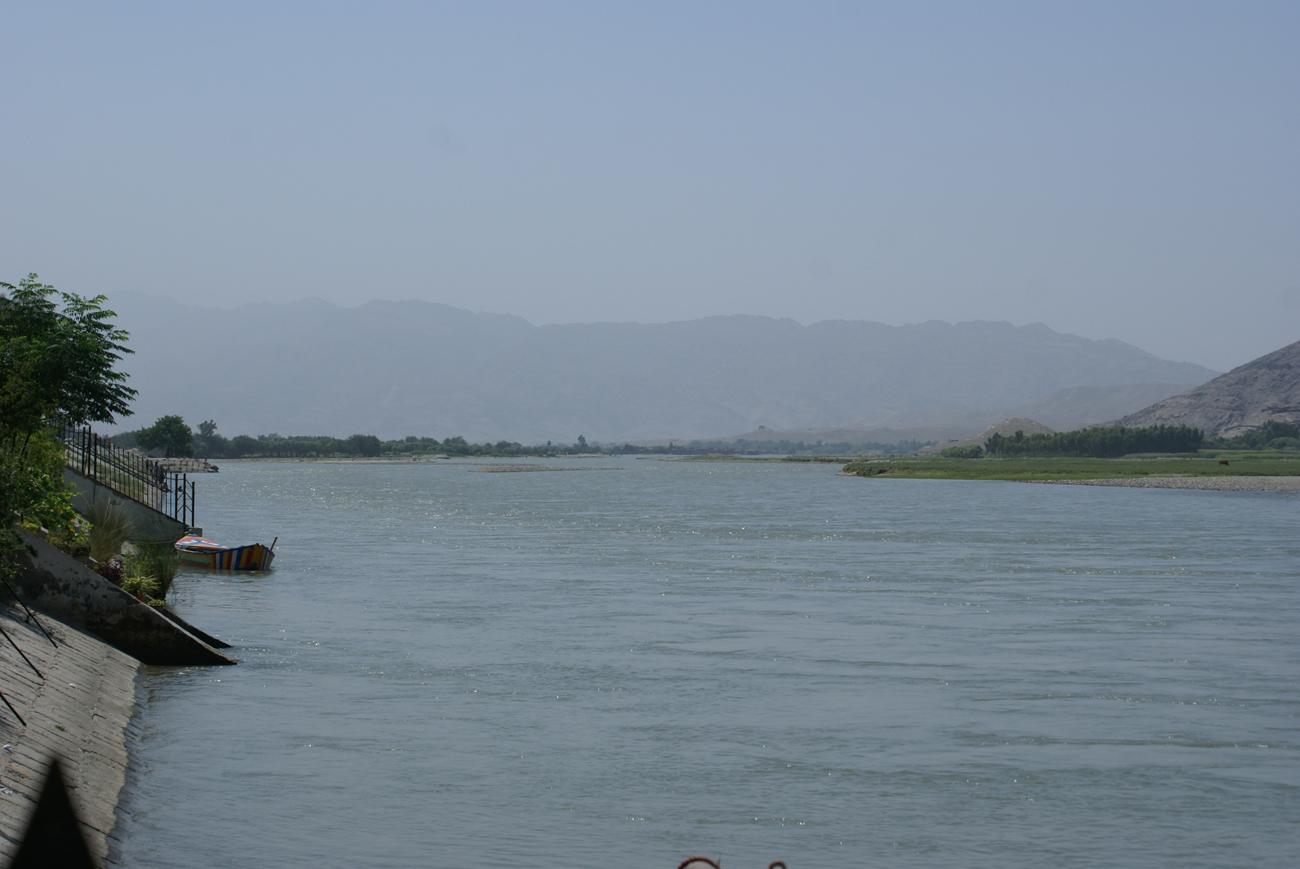
دریای کابل در منطقه پل بهسود،  ۲۰۰۹
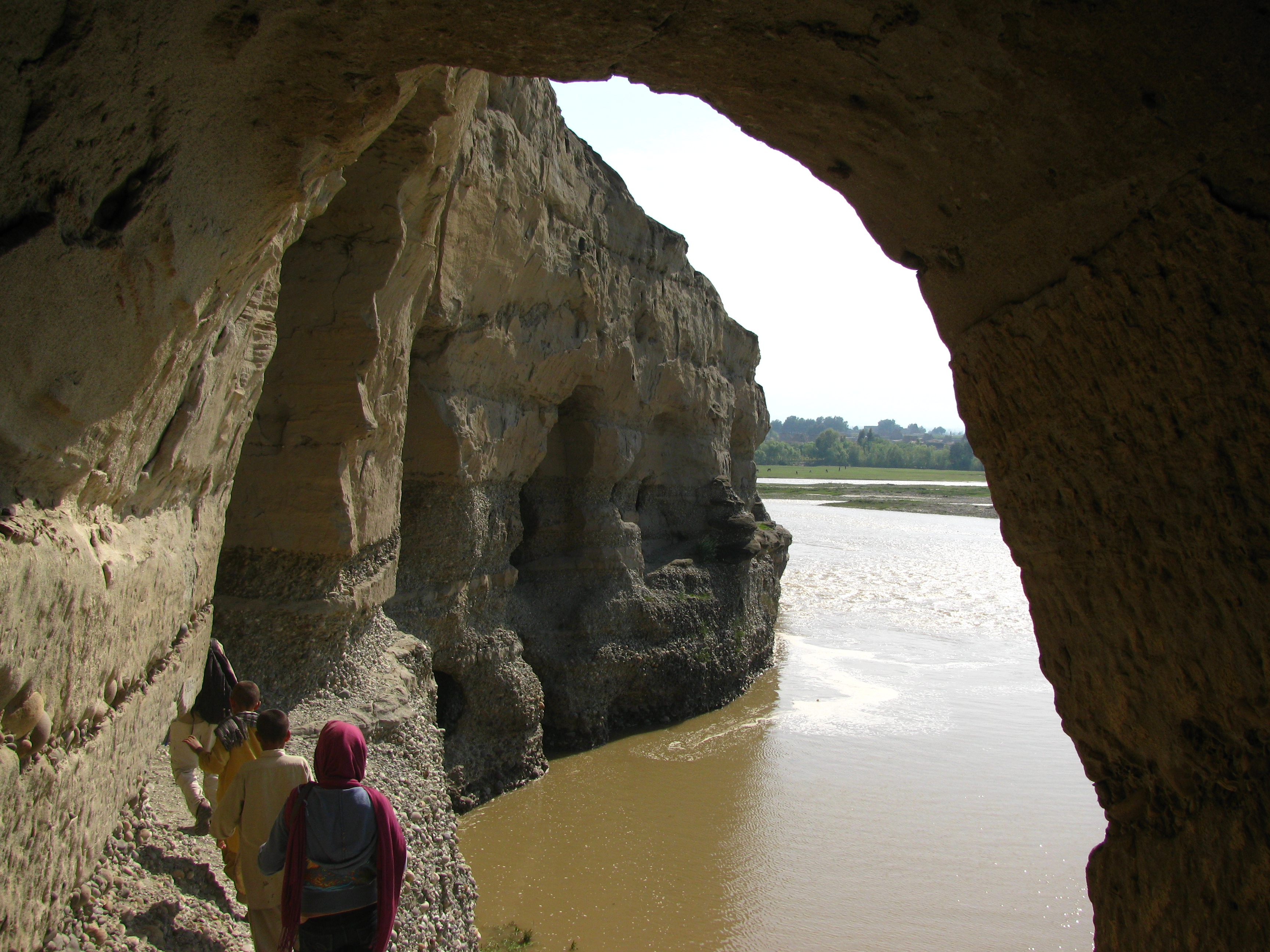
غارهای بودیسم که در مجموعه از صخره‌های در ضلع شمالی رودخانۀ کابل تراشیده شده‌اند